# Alger "Texas" Alexander
Alger “Texas” Alexander (Jewett, 12 settembre 1900 – 16 aprile 1954) è stato un cantante blues statunitense proveniente dal Texas.
Uomo basso di statura, ma con una voce molto profonda, Alexander esordì la sua carriera per la strada ed esibendosi in occasione di pic-nic e feste locali, dove talvolta lavorò anche con Blind Lemon Jefferson. Nel 1927 incise il suo primo disco e, per tutti gli anni trenta, continuò a registrare per le etichette Okeh e Vocalion a New York, San Antonio e Fort Worth.
Alexander non suonava alcun strumento musicale; nel corso degli anni si avvalse di diversi ragguardevoli musicisti come 
King Oliver, Eddie Lang, Lonnie Johnson, i Mississippi Sheiks e suo cugino Lightnin' Hopkins.
Nel 1939 Alexander assassinò sua moglie e per questo motivo rimase rinchiuso nel penitenziario statale a Paris in Texas dal 1940 al 1945. Dopo aver scontato la pena, ricominciò ad esibirsi ed a registrare altri dischi sino alla morte per sifilide avvenuta nel 1954.